# 松平里子 (歌手)
松平 里子（まつだいら さとこ、1896年（明治29年）7月31日 - 1931年（昭和6年）9月22日）は大正～昭和期のソプラノ歌手。本名は松平 佐登子（旧姓：岩田）。夫は海軍技師の松平博（大給松平家当主松平乗承の三男）。

## 経歴
1896年、東京市浅草区浅草花川戸町（現在の東京都台東区花川戸）生まれ。東京府立第一高等女学校（現在の東京都立白鷗高等学校・附属中学校）を経て東京音楽学校に入学。東京音楽学校ではハンカ・シェルデルップ・ペツォルトに師事し、1919年（大正8年）3月に同校本科声楽部を卒業。引き続き同校聴講科で独唱を1年学んだ。1921年（大正10年）に帝国劇場のオペラチックコンサートに出演。昭和のはじめ内田栄一が主宰するヴォーカルフォア合唱団に参加。NHKラジオで放送していた「放送オペラ」では1927年～1930年の第一次放送にレギュラーとして出演していた。ヴォーカルフォア合唱団で同じく女流歌手だった佐藤美子を大変かわいがっていた。1930年に日本楽劇協会公演のオペラ「お蝶夫人」で主演を務めた。日本ビクター専属の歌手としてレコーディングも行っていた。
1931年、夫の松平博と共にイタリア留学した。イタリアでは、渡邊光、児玉義雄、中川牧三、佐藤千夜子、関屋敏子、菊池綾子らと知り合い、ミラノの藤原義江邸に滞在していた。しかし病に倒れ、藤原義江の妻・藤原あき子の懸命の看護によって一時はレッスンを再開するまでに回復するも、9月22日に35歳で客死した。